# Качур Василь Михайлович
Василь Михайлович Качур (нар. 4 серпня 1974, с. Тужилів, Івано-Франківська область, Українська РСР, СРСР) — український футболіст, що грав на позиції захисника та півзахисника. Відомий насамперед виступами за футбольний клуб «Борисфен», у складі якого зіграв близько 150 офіційних матчів, відомий також виступами за низку інших українських клубів та у клубі «Торпедо» (Могильов) у найвищому білоруському дивізіоні. Після закінчення виступів на футбольних полях працює тренером у аматорських клубах Івано-Франківської області.

## Клубна кар'єра
Василь Качур розпочав займатись футболом у другому класі, виступав за місцеву ДЮСШ. Згодом переїхав до Києва у футбольну школу «Трудові Резерви» до тренера Вадима Шевченка. У професійному футболі він дебютував у 1992 році у найвищому білоруському дивізіоні «Торпедо» (Могильов), виступав у команді протягом півтора року, за які зіграв 13 матчів у чемпіонаті Білорусі. У 1993 році повернувся в Україну, спочатку грав за аматорську команду «Галичина» з Брошнева, а пізніше за команду перехідної ліги «Медик» з Моршина. З 1994 року Качур розпочав виступи в команді «Хімік» з Калуша, спочатку в аматорських змаганнях, а з 1995 року в другій лізі. У 1998 році футболіст перейшов до іншої команди другої ліги — «Борисфен» з Борисполя. Наступного року він став переможцем разом із командою Кубка другої ліги, а також зонального турніру другої ліги, що дало команді путівку до першої ліги. Протягом трьох років Качур разом із «Борисфеном» грав у першій лізі, став одним із основних його гравців, за клуб лише у чемпіонатах України зіграв 147 матчів. У сезоні 2002—2003 року бориспільська команда виграла срібні медалі першої ліги, що давало право на вихід до вищої ліги. Проте у вищій лізі Качур зіграв лише 4 матчі, та в 2003 році перейшов до команди першої ліги «Спартак» з Івано-Франківська. У цій команді футболіст грав протягом трьох років, зігравши 75 матчів. У 2006 році він перейшов до іншої команди першої ліги «Енергетик» (Бурштин), у якій грав до 2009 року, провівши 86 матчів у чемпіонаті України. Надалі Василь Качур став граючим тренером в аматорських командах Івано-Франківської області «Карпати» (Брошнів-Осада) і «Будучність» (Довге-Калуське), кілька разів визнавася кращим тренером області.
У 2019 році Василь Качур став головним тренером команди другої ліги «Калуш», у якій раніше виступав як футболіст, утім вже у 2020 році команду було розформовано.